# Pahokee
Pahokee város az USA Florida államában, Palm Beach megyében. Lakosainak száma 5524 fő (2020. április 1.).

## Népesség
A település népességének változása:

| 2010 | 5 649 |
| 2020 | 5 524 |